# Burgesskiffern

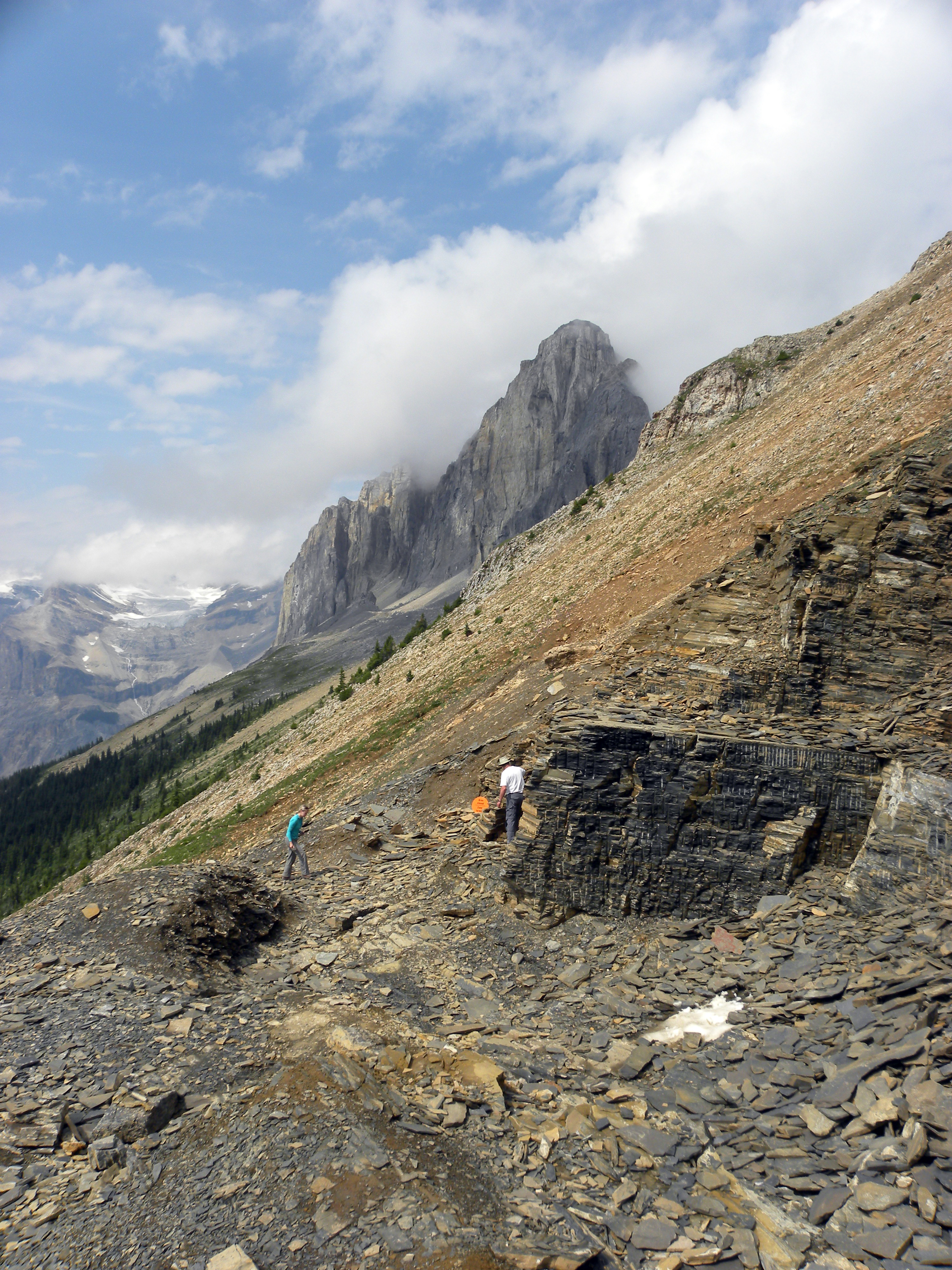
Walcott Quarry.

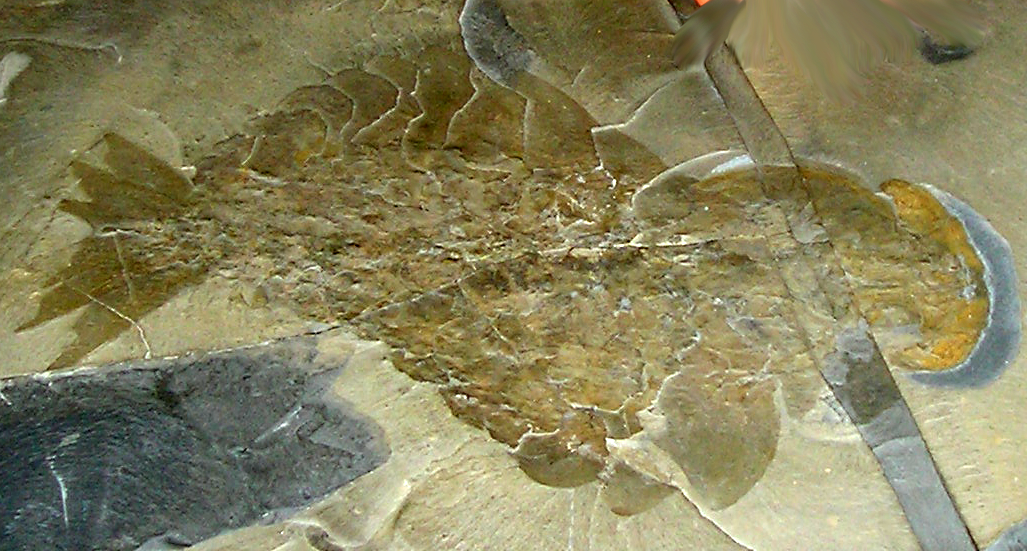
Fossil av Anomalocaris från Burgess Shale.

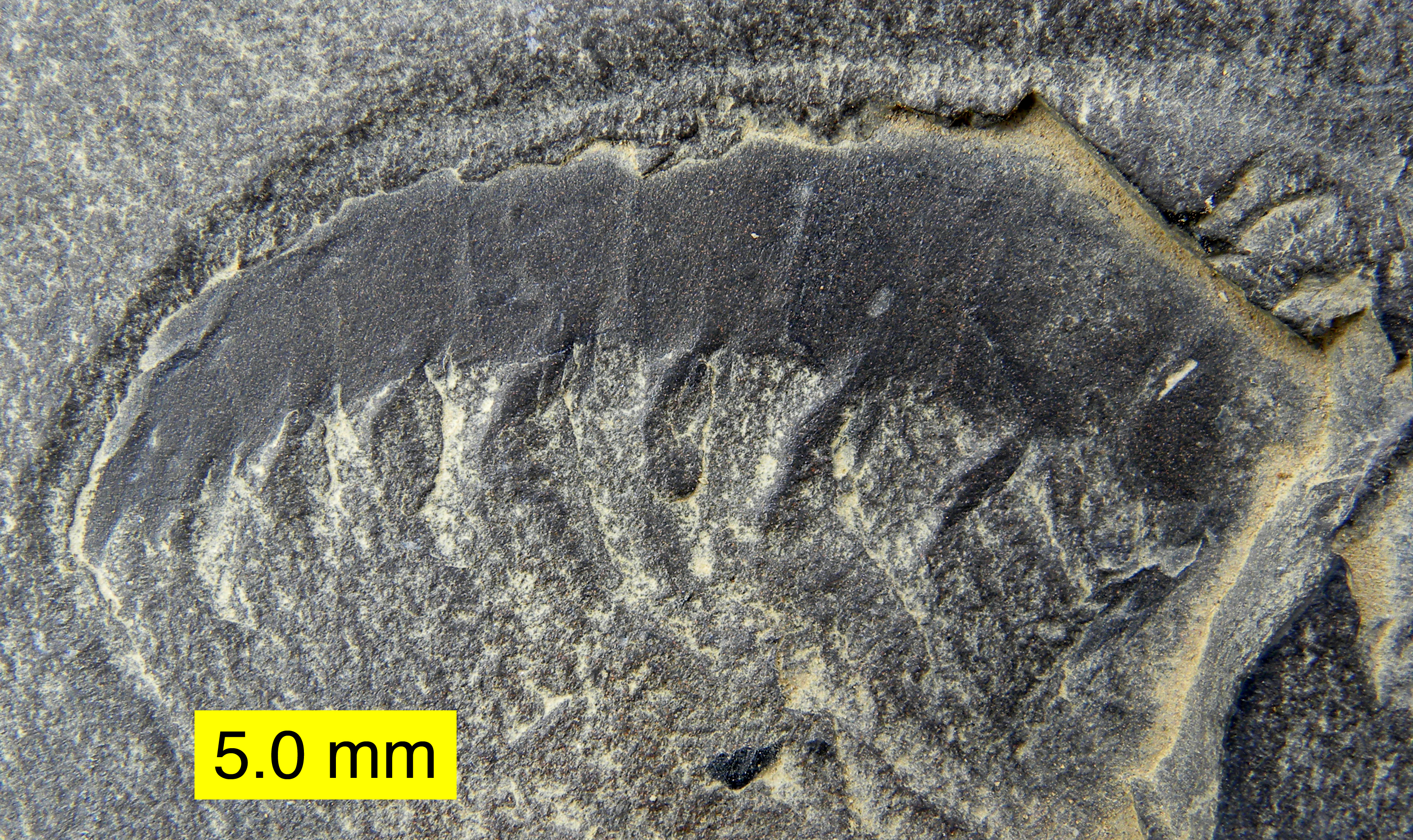
Ett anomalocarididfossil från Burgess Shale.

Burgesskiffern (engelska: Burgess Shale) är en kambrisk lagerstätte i Klippiga Bergen; namnet kommer från det närbelägna Burgess Pass i Yoho nationalpark i den kanadensiska provinsen British Columbia. Platsen utgör en del av världsarvet Parker i kanadensiska Klippiga bergen.

## Fossila fynd
I detta område har en mängd välbevarade fossil av en rad annorlunda organismer från kambrium hittats. Många har man kunnat placera in i moderna stammar, men vissa vet man fortfarande inte vilken högre djurgrupp de tillhör. Några av de organismer som man hittat i burgesshalefaunan är Wiwaxia, Opabinia, Hallucigenia, Naraoia och Anomalocaris.
Avlagringarna upptäcktes och beskrevs första gången 1910 av Charles Doolittle Walcott.
Stephen Jay Gould har i sin bok Livet är underbart skildrat Burgess Shale ur ett populärvetenskapligt perspektiv.